# Sternangustum pilosum
Sternangustum pilosum là một loài bọ cánh cứng trong họ Cerambycidae.